# Paul Henry (calciatore)
Paul Henry (Namur, 6 settembre 1912 – Namur, 6 ottobre 1989) è stato un calciatore belga, di ruolo centrocampista.